# هیدی ایسن‌اشمیت
هیدی ایسن‌اشمیت (به انگلیسی: Heidi Eisenschmidt) (زادهٔ ۱۴ نوامبر ۱۹۴۱) شناگر اهل آلمان است.